# Шахта ТОВ "Гранд - Інвест Плюс"
Шахта ТОВ "Гранд - Інвест Плюс" - шахта в Україні, Донецький басейн. Колишня "копанка", яка розташована між шахтами "Світанок" у місті Кіровське та "60-років Жовтня" в Жданівці. Офіційною приватною шахтою стала у 2013 р. 

## Проблеми з технікою безпеки
За час існування шахти у неї не було договору з гіничо-рятувальниками. У шахті могли бути проблеми з технікою безпеки, там не було вентиляції. Відомо, що гірники працювали в чотири зміни по дев'ять осіб, всього на підприємстві працювало близько 60 чоловік.

## Вибух 2014 р.
12 червня 2014 р. в 3:39 на глибині 300 метрів стався вибух газоповітряної суміші на шахті "Гранд - Інвест Плюс". в місті Кіровське Шахтарського району. В результаті події загинуло дев'ять гірників. Під час аварії порушено кріплення розвідувального ходка. Зруйновано близько 270 метрів гірничої виробки.
До рятувальних робіт залучено чотири відділення Державної воєнізованої гірничорятувальної служби Мінпаливенерго.